# 35 кілограмів надії
«35 кілограмів надії» (фр. 35 kilos d'espoir) — бельгійсько-французький художній фільм Олів'є Ланглуа, відзнятий за мотивами однойменної книги Анни Гавальди. Прем'єри відбулися: 8 січня 2010 року у Бельгії та 1 вересня 2010 року у Франції.

## Ідея твору
«35 кіло надії» — поетична притча про головне: про вибір життєвого шляху, про силу кохання і відданості. Про сім'ю. Про те, що мрії можуть і повинні справджуватися. Потрібно лише дуже сильно цього захотіти. Та дуже сильно намагатися цього досягти. Вирішуючи свої «дитячі» проблеми, тринадцятирічний герой шукає вихід — і знаходить його, та ще й так, що і дорослим є чому у хлопця повчитися.

### Художники
- Деніс Бурже — постановник